# Pacho
Pacho è un comune della Colombia facente parte del dipartimento di Cundinamarca.
Il centro abitato venne fondato da Lorencio de Terrones nel 1604, mentre l'istituzione del comune è del 1905.